# Haminoea petitii
Haminoea petitii är en snäckart som först beskrevs av d'Orbigny 1841.  Haminoea petitii ingår i släktet Haminoea och familjen Haminoeidae. Inga underarter finns listade i Catalogue of Life.